# Tijd voor MAX
Tijd voor MAX is een rechtstreeks televisieprogramma van de seniorenomroep Omroep MAX. Het programma wordt gepresenteerd door Martine van Os en Sybrand Niessen. Het programma wordt elke werkdag uitgezonden van 17.10 tot 17.55 uur op NPO 1 (voorheen op NPO 2 van 17.35 uur tot 18.20 uur). Indien er sportuitzendingen zijn, dan verplaatst het programma weer naar NPO 2. Tijd voor MAX behandelt verschillende onderwerpen zoals gezondheid en preventie, consumentenzaken, lifestyle en maatschappelijke, actuele kwesties. Dagelijks is er een (bekende) gast van de dag aanwezig, die meepraat over deze onderwerpen.

## Geschiedenis
Tijd voor MAX kent een voorgeschiedenis in de programma's MAX & Catherine, MAX & Martine en MAX & Loretta. Dit laatste praatprogramma kwam na de zomer van 2009 niet terug op tv doordat presentatrice Loretta Schrijver wegens een burn-out niet aan de slag kon voor Omroep MAX. Jan Slagter zette Sybrand Niessen en Martine van Os in als nieuwe presentatoren, die in eerste instantie voorlopig, maar uiteindelijk nog steeds het namiddagprogramma op Nederland 2 presenteren.
Slagter in een persbericht: “Ik ben blij dat we op zo'n korte termijn twee goede presentatoren voor dit voor ons zo belangrijke programma hebben kunnen vinden. Sybrand Niessen heeft deze zomer voor ons het vakantieprogramma Groeten van MAX gepresenteerd, waar gemiddeld 1,3 miljoen mensen naar keken en heeft bewezen dat hij een groot kijkerspubliek kan trekken. Martine van Os werkt al een aantal jaren bij MAX en heeft met succes o.a. het televisieprogramma Appeltje voor de dorst gepresenteerd”.
De eerste uitzending van Tijd voor MAX was op 15 september 2008. Naast Martine en Sybrand is barman Michiel Akkerman in het eerste seizoen een vast gezicht, evenals de Dekselse Dames Lenie en Noortje, die geregeld in de studio een Hollands potje koken.
Na enige opstartproblemen weet het programma begin 2009 dagelijks meer dan een half miljoen kijkers te trekken. Kijkonderzoeken tonen aan dat gedurende de uitzending gemiddeld 100.000 Tijd voor Max-kijkers wegzappen naar het NOS Journaal van 18.00 uur op Nederland 1.
In de speciale valentijnsuitzending van 14 februari 2011 werd tijdens de uitzending een huwelijk voltrokken door Imca Marina.
Sinds 6 oktober 2014 bevindt zich in het programma een uitzending van het programma Hallo Nederland, een nieuwsblok gepresenteerd door Jeroen Latijnhouwers en Carrie ten Napel.
Vanaf 4 januari 2016 is het programma dagelijks op NPO 1 uitgezonden. Ook krijgt het programma een radiovariant, iedere werkdag van 18.00 uur tot 20.00 uur op NPO Radio 5. In april en mei 2018 werd het programma op het tijdstip van De Wereld Draait Door uitgezonden, van 19:00 uur tot 20:00 uur.
Sinds 12 maart 2020 mag er tijdelijk vanwege de coronapandemie geen publiek meer in de studio zijn. Ook zitten de presentatoren en de gasten op 1,5 m afstand van elkaar. Ook is er tijdelijk geen kok. En huisarts Ted van Essen zit er niet altijd meer op dinsdag, maar ook op andere dagen.
Voor het televisieseizoen 2021/2022 is de studio volledig vernieuwd met nieuw decor.

## Presentatie
| Presentatie        | Periode                     |
| ------------------ | --------------------------- |
| Martine van Os     | 2008-heden                  |
| Sybrand Niessen    | 2008-heden                  |
| Frank Evenblij     | 2024-heden, invaller        |
| Mascha de Rooij    | 2024-heden, vervanger       |
| Dionne Stax        | 2022-heden, vervanger       |
| Carrie ten Napel   | 2019-heden, vervanger       |
| Patrick Nederkoorn | 2019-2020, vervanger        |
| Erik van der Hoff  | 2017-2018, vervanger        |
| André van Duin     | 2016, incidentele vervanger |
| Monique van de Ven | 2016, incidentele vervanger |
| Jan Slagter        | incidentele vervanger       |

## Onderdelen
Van maandag tot en met vrijdag ontvangen Martine en Sybrand bekende en onbekende Nederlanders in de studio. Met deze gasten praten zij over actuele gebeurtenissen, interessante ontwikkelingen en persoonlijke ervaringen.
Enkele vaste onderdelen van Tijd voor MAX zijn:
- Het doornemen van het nieuws van de dag.
- Ted van Essen, de vaste (voormalig) huisarts, zit elke dinsdag aan tafel.
- Deskundigen geven inzicht in hun vakgebied.
- Kookrubriek met dagelijks een andere kok.
- Een lied, gezongen door een bekende artiest.

## Oude onderdelen
Oude onderdelen van het programma zijn:
- Op maandag behandelde de MAX Ombudsman klachten en bijbehorende tips voor consumenten.
- Raad de plaats met Harold Verwoert.
- Barman Michiel Akkerman met grappige YouTube-fragmenten en het dagelijkse ploppen van zijn wijnfles.
- Modespecialist Rick Moorman.
- Dilemma's bespreken met de hoofdgasten.
- RegioNED, een dagelijkse selectie filmpjes van alle regionale omroepen.
- De meningen op straat over de bekende gasten.
- Het korte nieuwsblok, gepresenteerd door Edvard Niessing, vlak voor 18.00 uur.
- Barmannen Carel Wanrooy en Willem Boer. Zij wisselen elkaar wekelijks af met het vertellen van geschiedenisfeitjes die bij de kijker een 'ach ja'-gevoel oproepen. Daarnaast introduceren zij de hoofdgast, op een manier zoals dat ging in het praatprogramma RUR van Jan Lenferink.
- Vrienden van Vroeger, waarin schoolvrienden en jeugdliefdes herenigd worden.
- Metamorfoses waarin ook mannen op leeftijd een nieuwe look krijgen.
- In 't zonnetje, waarin iemand wordt bedankt.
- De zoektocht naar de nieuwe Dekselse Dame. Lenie stopt na twee seizoenen met het programma Dekselse Dames. Een bijzondere kandidate meldt zich voor deze verkiezingsstrijd, Gonny van Oudenallen ziet na de politiek een nieuwe carrière als Dekselse Dame wel zitten. In de uitzending van 23 september 2009 meldt zij zich aan als kandidate. De jury die beslist wie de nieuwe Dekselse Dame wordt, bestaat uit Ramon Beuk, Léonie Sazias en Jacques d'Ancona.
- André van Duin en Monique van de Ven waren in seizoen 2016-2017 gastpresentatoren.
- De uitzendingen van 2020 tot en met 2022 eindigden met Piets Weerbericht gepresenteerd door Piet Paulusma en soms door zĳn dochter Martsje Paulusma. In deze weerberichten eindigden ze altijd met de bekende Friese uitspraak van Paulusma "oant moarn" of als de uitzending op de vrijdag is "oant moandei". Dat onderdeel eindigde wegens het overlijden van Paulusma op 20 maart 2022.